# Acaulopage macrospora
Acaulopage macrospora är en svampart som beskrevs av Drechsler 1935. Acaulopage macrospora ingår i släktet Acaulopage och familjen Zoopagaceae.   Inga underarter finns listade i Catalogue of Life.